# Dafeng
Dafeng (大丰区,  Dàfēng qū) ist ein chinesischer Stadtbezirk in der Provinz Jiangsu. Er gehört zum Verwaltungsgebiet der bezirksfreien Stadt Yancheng und liegt an der Küste des Gelben Meeres. Dafeng hat eine Fläche von 3059 Quadratkilometern und zählt ca. 720.000 Einwohner (2018). Der Regierungssitz des Stadtbezirkes befindet sich im Straßenviertel Dazhong.

## Klima und Geographie
Das Relief von Dafeng ist weitgehend eben, im Süden und Westen ist es leicht höher als im Norden und Osten. Die Jahresdurchschnittstemperatur liegt bei 14,1 °C, im Jahr fällt im Mittel 1070 mm Niederschlag. Dafeng hat ein somit warmes und feuchtes subtropisches Klima und wird vom ostasiatischen Monsun beeinflusst. Es gibt ausgeprägte Jahreszeiten und reichlich Sonnenschein.

## Verkehr
- National Highway 228
- National Highway 343 (Beginn der Straße in Dafeng)

- Bahnhof der Xinyi-Changxing-Eisenbahn

## Administrative Gliederung
Auf Gemeindeebene setzt sich die kreisfreie Stadt per Ende 2018 aus elf Großgemeinden und zwei Straßenvierteln zusammen. Diese sind:
- Straßenviertel Dazhong (大中街道)
- Straßenviertel Fenghua (丰华街道)
- Großgemeinde Xinfeng (新丰镇)
- Großgemeinde Caoyan (草堰镇)
- Großgemeinde Beiju (白驹镇)
- Großgemeinde Liuzhuang (刘庄镇)
- Großgemeinde Xituan (西团镇)
- Großgemeinde Xiaohai (小海镇)
- Großgemeinde Daqiao (大桥镇)
- Großgemeinde Caomiao (草庙镇)
- Großgemeinde Wanying (万盈镇)
- Großgemeinde Nanyang (南阳镇)
- Großgemeinde Sanlong (三龙镇)